# Out of the Blue (album)
Out of the Blue – album zespołu Electric Light Orchestra, wydany w listopadzie 1977 r. Oryginalnie wydany jako podwójny album, dziś jego wydanie jest dostępne na pojedynczej płycie CD. Jeszcze przed wydaniem zostały zamówione 4 miliony kopii albumu, więc niemal natychmiast osiągnął on status platynowej płyty. Strona trzecia oryginalnego, podwójnego LP to symfoniczny utwór „Concerto for a Rainy Day”, składający się z czterech części.
Sam Jeff Lynne uważa Out of The Blue obok A New World Record za szczytowe osiągnięcie grupy.

## Spis utworów

### Strona 1
| 1. | „Turn to Stone”       | 3:42  |
|    |                       |       |
| 2. | „It's Over”           | 4:08  |
|    |                       |       |
| 3. | „Sweet Talkin' Woman” | 3:48  |
|    |                       |       |
| 4. | „Across the Border”   | 3:52  |
|    |                       |       |
|    |                       | 15:30 |
|    |                       |       |

### Strona 2
| 1. | „Night in the City” | 4:02  |
|    |                     |       |
| 2. | „Starlight”         | 4:30  |
|    |                     |       |
| 3. | „Jungle”            | 3:51  |
|    |                     |       |
| 4. | „Believe Me Now”    | 1:21  |
|    |                     |       |
| 5. | „Steppin' Out”      | 4:38  |
|    |                     |       |
|    |                     | 18:22 |
|    |                     |       |

### Strona 3
„Concerto for a Rainy Day” – 18:48
| 1. | „Standin' in the Rain” | 4:20  |
|    |                        |       |
| 2. | „Big Wheels”           | 5:10  |
|    |                        |       |
| 3. | „Summer and Lightning” | 4:13  |
|    |                        |       |
| 4. | „Mr. Blue Sky”         | 5:05  |
|    |                        |       |
|    |                        | 18:48 |
|    |                        |       |

### Strona 4
| 1. | „Sweet Is the Night” | 3:26  |
|    |                      |       |
| 2. | „The Whale”          | 5:05  |
|    |                      |       |
| 3. | „Birmingham Blues”   | 4:21  |
|    |                      |       |
| 4. | „Wild West Hero”     | 4:40  |
|    |                      |       |
|    |                      | 17:32 |
|    |                      |       |

## Twórcy
- Jeff Lynne – śpiew, gitara elektryczna, instrumenty klawiszowe, instrumenty perkusyjne
- Bev Bevan – perkusja, instrumenty perkusyjne, karatale, śpiew
- Richard Tandy – instrumenty klawiszowe, fortepian, gitara, instrumenty perkusyjne
- Kelly Groucutt – śpiew, gitara basowa, instrumenty perkusyjne
- Mik Kaminski – skrzypce
- Melvyn Gale – wiolonczela, fortepian
- Hugh McDowell – wiolonczela